# Yasmin Kwadwo
Yasmin Kwadwo (ur. 9 listopada 1990 w Recklinghausen) – niemiecka lekkoatletka ghańskiego pochodzenia, specjalizująca się w biegach sprinterskich. Dwukrotna złota medalistka mistrzostw Europy juniorów.
Jej trenerem był Sławomir Filipowski.

## Osiągnięcia
| Rok  | Impreza                                 | Miejsce    | Konkurencja             | Lokata     | Wynik |
| ---- | --------------------------------------- | ---------- | ----------------------- | ---------- | ----- |
| 2008 | Mistrzostwa świata juniorów             | Bydgoszcz  | bieg na 100 metrów      | półfinał   | 11,75 |
| 2008 | Mistrzostwa świata juniorów             | Bydgoszcz  | sztafeta 4 × 100 metrów | eliminacje | 44,98 |
| 2009 | Mistrzostwa Europy juniorów             | Nowy Sad   | bieg na 100 metrów      | 1. miejsce | 11,42 |
| 2009 | Mistrzostwa Europy juniorów             | Nowy Sad   | sztafeta 4 × 100 metrów | 1. miejsce | 44,86 |
| 2010 | Halowe mistrzostwa świata               | Doha       | bieg na 60 metrów       | półfinał   | 7,39  |
| 2010 | Mistrzostwa Europy                      | Barcelona  | bieg na 100 metrów      | eliminacje | 11,68 |
| 2010 | Mistrzostwa Europy                      | Barcelona  | sztafeta 4 × 100 metrów | eliminacje | DQ    |
| 2011 | Mistrzostwa świata                      | Daegu      | bieg na 100 metrów      | półfinał   | 11,54 |
| 2011 | Mistrzostwa świata                      | Daegu      | sztafeta 4 × 100 metrów | eliminacje | DNF   |
| 2013 | Superliga drużynowych mistrzostw Europy | Gateshead  | bieg na 100 metrów      | 2. miejsce | 11,73 |
| 2013 | Superliga drużynowych mistrzostw Europy | Gateshead  | sztafeta 4 × 100 metrów | 2. miejsce | 43,15 |
| 2013 | Mistrzostwa świata                      | Moskwa     | sztafeta 4 × 100 metrów | 4. miejsce | 42,90 |
| 2014 | Halowe mistrzostwa świata               | Sopot      | bieg na 60 metrów       | półfinał   | 7,32  |
| 2014 | IAAF World Relays                       | Nassau     | sztafeta 4 × 100 metrów | 6. miejsce | 43,38 |
| 2014 | Superliga drużynowych mistrzostw Europy | Brunszwik  | sztafeta 4 × 100 metrów | 6. miejsce | 43,78 |
| 2015 | IAAF World Relays                       | Nassau     | sztafeta 4 × 100 metrów | eliminacje | DNF   |
| 2015 | Superliga drużynowych mistrzostw Europy | Czeboksary | sztafeta 4 × 100 metrów | 3. miejsce | 43,21 |
| 2018 | Halowe mistrzostwa świata               | Birmingham | bieg na 60 metrów       | eliminacje | 7,68  |
| 2019 | Mistrzostwa świata                      | Doha       | sztafeta 4 × 100 metrów | 5. miejsce | 42,48 |
| 2021 | Halowe mistrzostwa Europy               | Toruń      | bieg na 60 metrów       | eliminacje | DQ    |

## Rekordy życiowe
- Bieg na 60 metrów (hala) – 7,19 (2021)
- Bieg na 100 metrów – 11,25 (2019) / 11,14w (2021)